# Brakwateraasgarnaal
De brakwateraasgarnaal (Neomysis integer) is een aasgarnalensoort uit de familie van de Mysidae. De wetenschappelijke naam van de soort is voor het eerst geldig gepubliceerd in 1814 door William Elford Leach. Deze aasgarnaal wordt aangetroffen in ondiepe mariene baaien en estuaria van Europa met zowel een hoog als een laag zoutgehalte. Het is een filtervoeder en het vrouwtje broedt haar eieren uit in een broedzak onder haar kopborststuk.

## Beschrijving
De brakwateraasgarnaal is een slanke aasgarnaal die groeit tot een maximale lengte van ongeveer 17 mm. Het hoofd heeft een paar grote, gesteelde ogen en twee paar antennes, die beide biramous zijn (vertakt in twee delen). De exopod (de buitenste tak) van de tweede antenne vormt een langwerpige schaal met borstelharen rond de randen en strekt zich naar voren uit in een scherpe punt. De thorax heeft acht segmenten die elk een paar biramous ledematen dragen, waarvan de buitenste takken een vederachtig uiterlijk hebben. De kop en de eerste zes segmenten van de thorax zijn bedekt met een beschermend schild die zich naar voren uitstrekt in een driehoekige plaat met een ingedrukt midden tussen de ogen. De buik draagt korte ledematen en het laatste segment draagt grotere, afgeplatte biramous ledematen die een staartwaaier vormen. De telson (het laatste buiksegment tussen de staartwaaier) is niet gevorkt, een feit dat wordt benadrukt door de specifieke naam "integer". Deze aasgarnaal is semi-transparant, soms met een groen- of bruinachtige tint.

## Verspreiding
De brakwateraasgarnaal is inheems in de noordoostelijke Atlantische Oceaan en het verspreidingsgebied strekt zich uit van de Oostzee en Noordzee tot de Middellandse Zee. Het wordt net boven de zeebodem aangetroffen in zeer ondiepe wateren in kust- en estuariene leefomgevingen bij een breed scala aan zoutgehalten. Hij kan zich aanpassen aan veranderende zoutgehalten. Het is niet gebruikelijk in de open zee, maar wordt vaker waargenomen in poelen met een hoog zoutgehalte aan de waterkant en in niet-getijdenlagunes. Het is vaak de meest voorkomende aasgarnaal in de bovenste delen van estuaria met een laag zoutgehalte. Het is ook aanwezig in meren in Friesland die oorspronkelijk verbonden waren met de zee maar geïsoleerd raakten toen de Afsluitdijk in 1933 werd aangelegd. In de daaropvolgende jaren veranderde het zeewater geleidelijk in zoet water en de brakwateraasgarnaal was de enige aasgarnaal die het overleefde.
Deze aasgarnalen worden vaak in grote aantallen gevonden en filteren kleine voedseldeeltjes uit het water, waarbij ze af en toe grotere prooien consumeren. Het dieet bestaat grotendeels uit afval, maar ook watervlooien en eenoogkreeftjes worden geconsumeerd. Aasgarnalen zelf vallen vaak ten prooi aan vissen. In de Friese meren zijn dit onder andere de baars (Perca fluviatilis), de spiering (Osmerus eperlanus), de pos (Gymnocephalus cernua), jonge snoekbaars (Sander lucioperca) en soms de paling (Anguilla anguilla).